# نينغ زيتاو
نينغ زيتاو (بالصينية: 宁泽涛) (مواليد 6 مارس 1993) هو سبّاح صيني، مثّل بلاده في الألعاب الأولمبية الصيفية 2016.

## روابط خارجية
نينغ زيتاو على موقع الاتحاد الدولي للسباحة (الإنجليزية)
- نينغ زيتاو على موقع SwimRankings.net (الإنجليزية)
- نينغ زيتاو على موقع اللجنة الأولمبية الدولية (الإنجليزية)
- نينغ زيتاو على موقع أوليمبيديا (الإنجليزية)
- نينغ زيتاو على موقع اللجنة الأولمبية الصينية (الإنجليزية)